# Astragalus lunatus
Astragalus lunatus är en ärtväxtart som beskrevs av Pall.. Astragalus lunatus ingår i släktet vedlar, och familjen ärtväxter. Inga underarter finns listade i Catalogue of Life.